# Martez Wilson
Martez Jerome Wilson (Chicago, 21 settembre 1988) è un giocatore di football americano statunitense che ha militato nel ruolo di linebacker nella National Football League (NFL) e nella Canadian Football League (CFL). Fu scelto nel corso del terzo giro (72º assoluto) dai New Orleans Saints. Al college ha giocato a football all’Università dell'Illinois.

## Carriera universitaria
Nei 4 anni con gli Illinois Fighting Illini, Wilson vinse i seguenti premi:
- First-Team All-Big Ten: 1

2010
- Honorable Mention Freshman All-American: 1

2007

## Carriera professionistica

### New Orleans Saints
Wilson fu scelto nel corso del terzo giro del draft 2011 dai New Orleans Saints. Nella sua stagione da rookie disputò 13 partite, una delle quali come titolare, mettendo a segno 10 tackle e il suo primo sack in carriera. L'anno successivo giocò 16 partite facendo registrare 19 tackle, 3 sack, un fumble forzato e e un punt bloccato. Nel 2013 giocò solamente 4 partite, totalizzando 4 tackle e un sack, prima di esser svincolato il 22 ottobre.

### Oakland Raiders
Il giorno seguente Wilson firmò con gli Oakland Raiders. Il 19 novembre venne svincolato chiudendo con 3 partite giocate.